# 怡和街爆炸案
怡和街爆炸案是香港六七暴動期間的1967年11月5日，在香港島銅鑼灣怡和街發生的一宗爆炸案。當日是香港政府舉辦香港週的最後一天，位於香港島掃桿埔的香港大球場有大型遊藝會，並且舉行壓軸節目花車巡遊，當晚的香港週節目結束後，在晚上10時許有大批市民離開掃桿埔，經由銅鑼灣乘坐巴士及電車等公共交通工具回家，但位處銅鑼灣交通要道的怡和街，有一個可疑的旅行袋被放置在電車路的中心，東西行的電車都不能通行，造成交通癱瘓。警務處交通部高級督察麥基雲駕駛電單車到達後，先使用一條長繩將旅行袋拉到馬路旁的一個挖掘道路工程的工地，再蹲下檢查，這個藏有土製炸彈的旅行袋卻於此時發生猛烈爆炸，麥基雲的手腳被炸飛，當場伏屍怡和街，炸彈爆炸亦導致22名市民受傷，部分傷者傷勢嚴重。當日左派暴徒在香港各區大舉施襲，全日有147個懷疑爆炸品被放置或被投擲，並在不同地點炸傷多名警察及市民。在怡和街爆炸案中殉職的麥基雲高級督察，遺體於11月8日舉行榮譽喪禮後火化，並依照遺孀的意願於11月16日在南丫島和長洲之間的西博寮海峽將骨灰撒入海中海葬。

## 案發背景

### 左派組織伺機發起騷亂
1967年年初，由於中共支持的澳門左派在一二·三事件成功奪取澳門政局的主導權，中共中央香港工作委員會受到鼓舞，要在香港也發起類似的騷亂。新華社香港分社社長梁威林及副社長祈烽在內部會議總結澳門左派的鬥爭成果時，聲言也要在香港「大幹一場」，新華社香港分社和左派陣營便開始積極尋找挑起騷亂的機會。香港左派於1967年2月起先後利用南豐紗廠兩派工人發生毆鬥，港九的士罷駛及青洲英泥工潮，企圖將這三宗由勞資糾紛引起的事件擴大及政治化，藉此發動騷亂，但都沒有成功。直到同年5月新蒲崗大有街的香港人造花廠分廠發生罷工，終於成功利用勞資糾紛策動騷亂，並透過警民衝突擴大事件。同月，香港工會聯合會理事長楊光成立簡稱「鬥委會」的「港九各界同胞反對港英迫害鬥爭委員會」，開始以「反英抗暴」為名，利用最初由勞資糾紛引起的警民衝突，轉變成顛覆香港政府的連串騷亂。

### 策劃襲擊電車及試爆炸彈

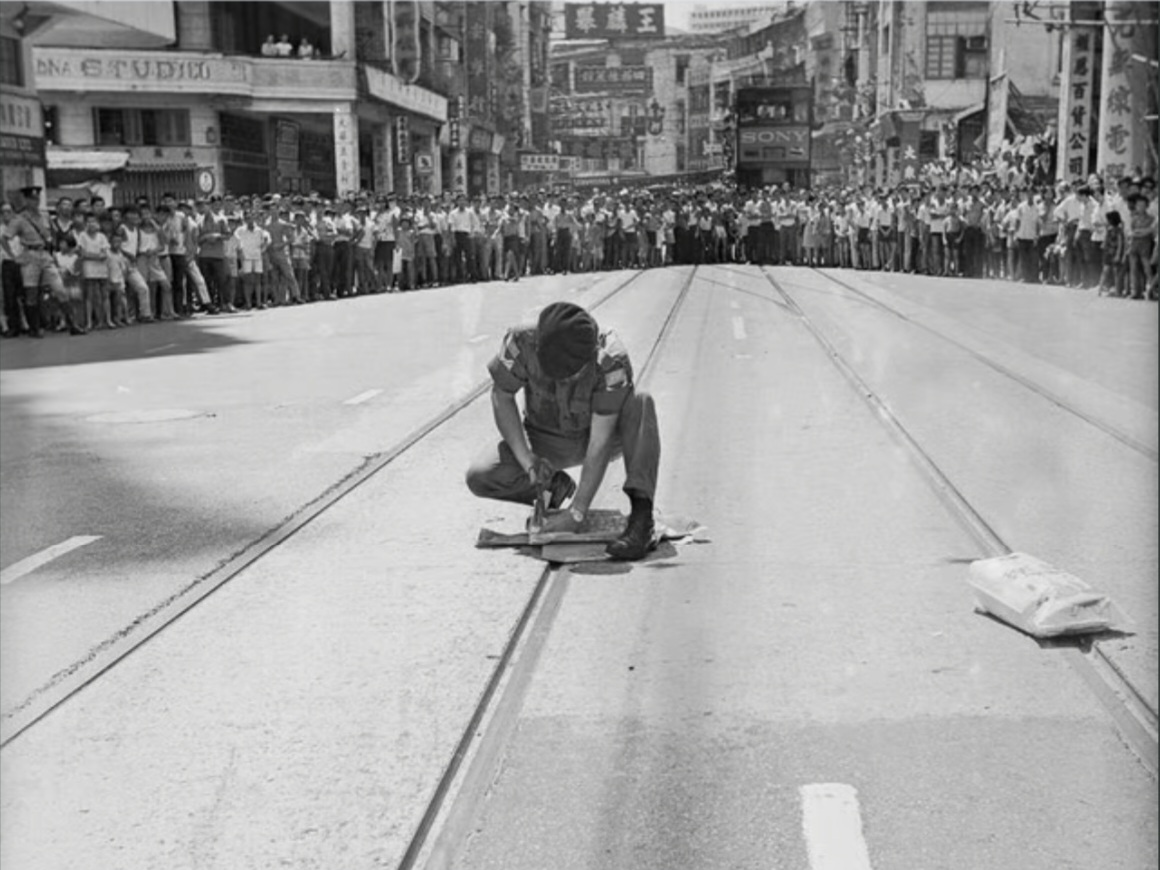
駐港英軍的軍火專家正在檢查左派暴徒放置在電車路軌上的爆炸品

1967年6月初，鬥委會開始討論發動炸彈襲擊。6月10日凌晨時分，有一名於多年前從廣東省公安廳調派到香港在華潤公司擔任經理的幹部，在北角電車站駛出英皇道的一段電車路軌上放置了一枚使用紙袋包裝的炸彈，企圖進行土製炸彈的實地試爆，時任《文匯報》總編輯金堯如在其回憶錄《香江五十年憶往》表示，剛收到有幹部未經指揮部同意便自行發動炸彈襲擊的消息時，鬥委會領導層一度感到震驚，並在內部會議引發激烈討論，有會議列席者認為擺放炸彈陣既可阻礙警察行動，使軍警疲於奔命，又可動搖市民對港府維持局勢的信心，打擊港府的統治威信，更可嚇阻支持港府鎮壓左派暴動的國民黨勢力，還能鼓動民眾進行顛覆港府的鬥爭，不過也有列席者擔心發動城市炸彈戰當傷及無辜時，可能會導致「反英抗暴」完全失去市民支持。至於被放置在北角電車路軌上進行測試的首枚土製炸彈，金堯如表示並未能成功引爆，隨後有一名打掃街道的清潔女工將這枚用紙袋包裝的炸彈當作垃圾清掃掉，所以除了放置這枚炸彈的參與者及鬥委會領導層的部分成員外，並沒有太多人知道在6月10日香港已出現這場暴動的首枚土製炸彈。香港電車自5月起起便成為左派暴徒襲擊的目標，7月起電車站及電車路軌更屢次被放置或被投擲懷疑爆炸品，10月13日有一輛電車駛經灣仔莊士敦道時被投擲土製炸彈，在電車上的中學男生唐德明被炸彈碎片擊破頭顱身亡。

### 炸彈襲擊浪潮
1967年7月，雖然已經越來越少人響應左派發起的罷工罷課及街頭騷亂，鬥委會卻決定要把「反英抗暴」的行動升級為炸彈襲擊，於左派開辦的中學，利用中學生在學校內的化學實驗室製造土製炸彈及武器。7月12日發生大埔鄉事會會所爆炸案，是六七暴動首次由炸彈襲擊造成的爆炸。隨後鬥委會發動街頭炸彈襲擊浪潮，當時在電車、巴士、渡輪碼頭及港九各區街頭，都發現放有真炸彈或疑似爆炸品，鬥委會意圖造成社會更大恐慌，企圖對香港政府加大壓力，在真假炸彈襲擊浪潮的半年間，香港各區街頭被發現放置八千多件真假炸彈，當中有一千多枚是真炸彈，更甚者是左派團體唆擺左派學校的學生參與放置真假炸彈的恐怖活動，有左校學生因不慎被自己攜帶的炸彈炸傷或炸死，左派暴徒更在製作炸彈時放入大量鐵釘和玻璃碎，增強爆炸的殺傷力，而且將大部分炸彈放在人煙稠密的社區，置香港市民性命於不顧。與此同時，香港的左派媒體刊登大量鼓吹仇恨的發文，並且揚言對金庸及林彬等反對暴動及抨擊炸彈浪潮的政界或傳媒人執行「民族紀律」的最高刑罰。

### 左派團體衝著香港週大舉發動恐襲

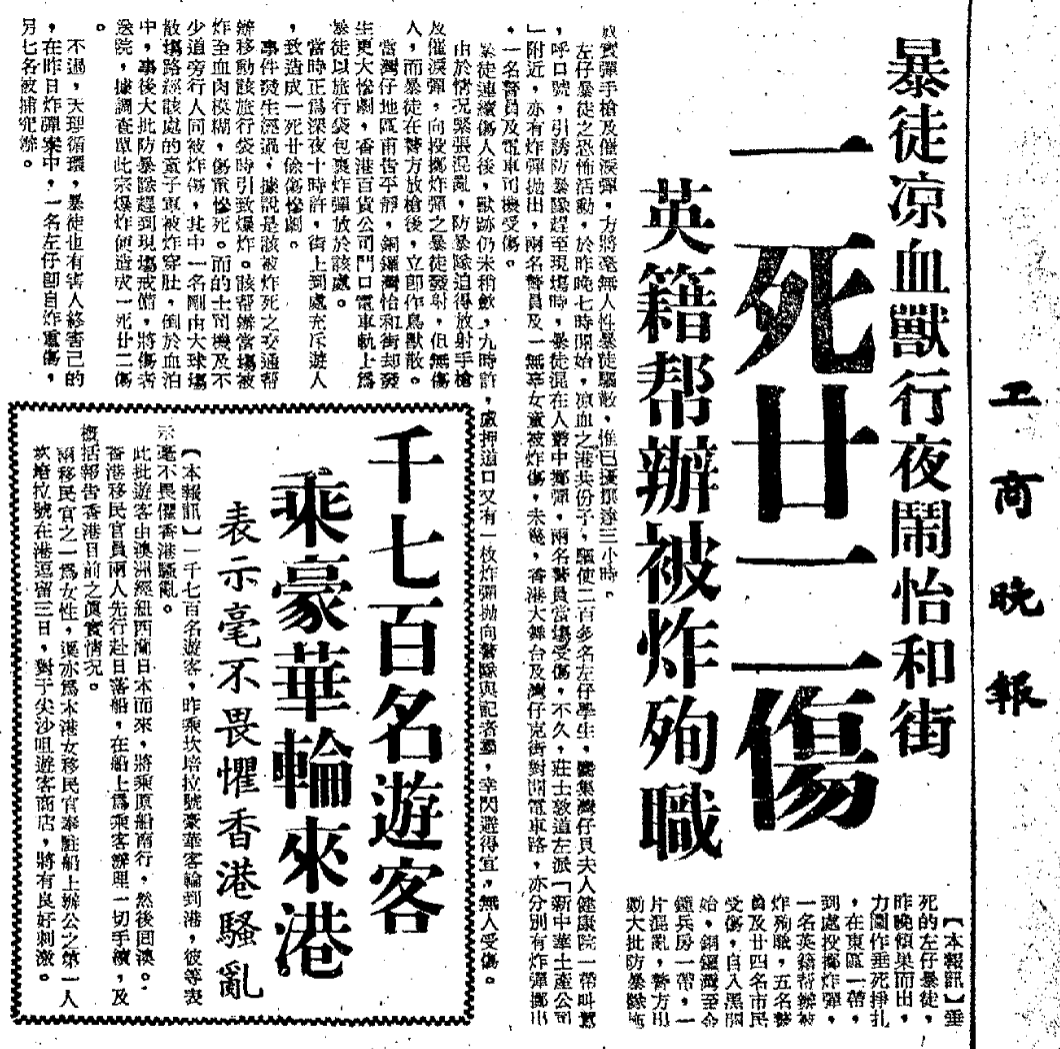
《工商晚報》在1967年11月6日報導，左派暴徒昨晚在銅鑼灣怡和街的一段電車路軌放置一個使用旅行袋偽裝的土製炸彈，警務處交通部高級督察麥基雲移走旅行袋時炸彈爆炸當場殉職，還有22人被炸傷，當日在銅鑼灣和灣仔發生的其他炸彈襲擊亦造成市民和警察受傷

香港政府在1967年10月30日至11月5日，舉行為期七天的香港週，刺激本地消費，並推廣香港產品，宣傳香港人購買香港貨，支持香港工商業，各大百貨公司及零售商均舉行減價促銷活動，商業中心區的街道、百貨公司及大型商店的櫥窗，在10月底就擺放宛如慶祝聖誕節的輝煌裝飾。香港總督戴麟趾在香港週開幕禮致辭稱香港週提示我們，香港是一座愉快及充滿活力的城市，富有進取心及魄力，並且像已有的表現一樣有能力克服這個世界上別的城市手足無措的困難，我們的市民能夠對困難處之泰然和加以克服，這是我們的福氣。香港週引起市民採購香港貨的熱潮，單是在尖沙咀海運大廈及中環香港大會堂的香港貨品及手工藝展覽會，頭三日就有12萬人次入場，11月5日在香港大球場舉行的香港週閉幕禮，更舉行花車巡遊及文藝表演，吸引大批市民到場觀賞，感受香港週的熱烈氣氛。不過有大量市民參加的香港週，也引來鬥委會趁機發動大規模炸彈襲擊，鬥委會早已準備大批真假炸彈，並且發動左派學校的學生上街聚集及協助放置炸彈，在香港週開幕的10月30日便擺放炸彈陣企圖擾亂香港島中區的交通。
鬥委會在11月5日發動遍及香港各區的真假炸彈恐怖活動，企圖阻止香港市民出席香港節閉幕日的多項文娛活動，11月5日由早上8時至深夜，全香港共發現147件懷疑爆炸品，香港島76個、九龍53個，新界也有18個，不過具有殺傷力的真炸彈僅有29枚，香港島發現20枚真炸彈，九龍則發現9枚，其餘都是暴徒為製造恐慌及阻礙交通而放置的假炸彈。暴徒在香港島放置真假炸彈的位置主要集中在西環、上環、中環、灣仔及銅鑼灣，鬥委會在當日為了佈設大型炸彈陣，左派團體驅使左派學校的學生到西環至灣仔一帶上街遊行、叫口號及張貼大字報，分散警察的注意力，為放置真假炸彈左派暴徒提供掩護。當晚下午7時30分，左派組織策動左派學生及暴徒200餘人，先在灣仔莊士敦道向貝夫人健康院方向遊行及唱歌，用白色油漆塗污馬路，並沿途叫囂，藉此掩護左派暴徒沿路放置炸彈。左派團體更故意先在街上擺放假炸彈，等待被召喚的警察到場，當警員及英軍軍火專家檢視可疑物品時，再由埋伏在路旁樓宇的左派暴徒從高處投擲真炸彈，連在場採訪的記者也遭到襲擊。其中灣仔莊士敦道與太原街交界、莊士敦道與柯布連道交界的貝夫人健康院前、莊士敦道新中國國貨公司附近，以及莊士敦道與盧押道交界，各有一枚土製炸彈被擲下，導致5名警察及一位市民被炸傷。皇后大道東香港大舞台門外，也有一枚炸彈爆炸，33歲警目陳忠誠被炸傷。由於單是在灣仔莊士敦道及盧押道發現的真假炸彈已有十餘個，駐港英軍軍火專家逐一撿起，然後集中引爆。因為鬥委會針對香港週閉幕日策動大範圍的炸彈襲擊，並以飽和襲擊的方式到處擺放爆炸品，單是香港島便有發現多達76個真假炸彈，在六七暴動中專責移除炸彈的駐港英軍軍火專家由於人手有限，早已疲於奔命，面對一日內數以百計的真假炸彈，軍火專家難以在短時間內到場在逐一檢視及移除，因此當時發現懷疑爆炸品後，除了先由警察在場戒備，等候軍火專家趕來移除，亦會先由受過訓練的民安隊隊員從可疑物品的外觀，初步辨別其危險性，再通報軍火專家編排處理懷疑爆炸品的次序。

## 殉職督察
麥基雲（英語：Ronald John McEwen），中文名又譯麥義雲，遇害時37歲，隸屬警務處港島區交通部，職級是高級督察。麥基雲於1930年在香港出生，父親是英國人及警務處前總督察，麥基雲於1955年加入警隊，之後一直在長洲工作，其後獲晉升為長洲警署警長，成為長洲警務的主管。1960年6月，颱風瑪麗吹襲香港，麥基雲有條不紊地協助島上漁民做好防風工作，渡過這次風災，因而深得長洲居民愛戴，港府亦向他頒發嘉許狀。麥基雲能操流利廣東話，能夠與居民直接溝通，具有親和力。1962年，麥基雲獲升任為高級督察，當地居民為他慶祝。1967年年中，麥基雲被調任為香港島交通部主任。麥基雲工餘熱愛運動，是一名運動健將，他在1966年奪得警察高爾夫球賽冠軍。麥基雲已婚並育有一對兒女，他在怡和街殉職時，遺下妻子珍妮、7歲兒子羅拔和5歲女兒莎娜，他們當時均居於香港，而他的母親則居於英格蘭漢普郡。

## 案發經過

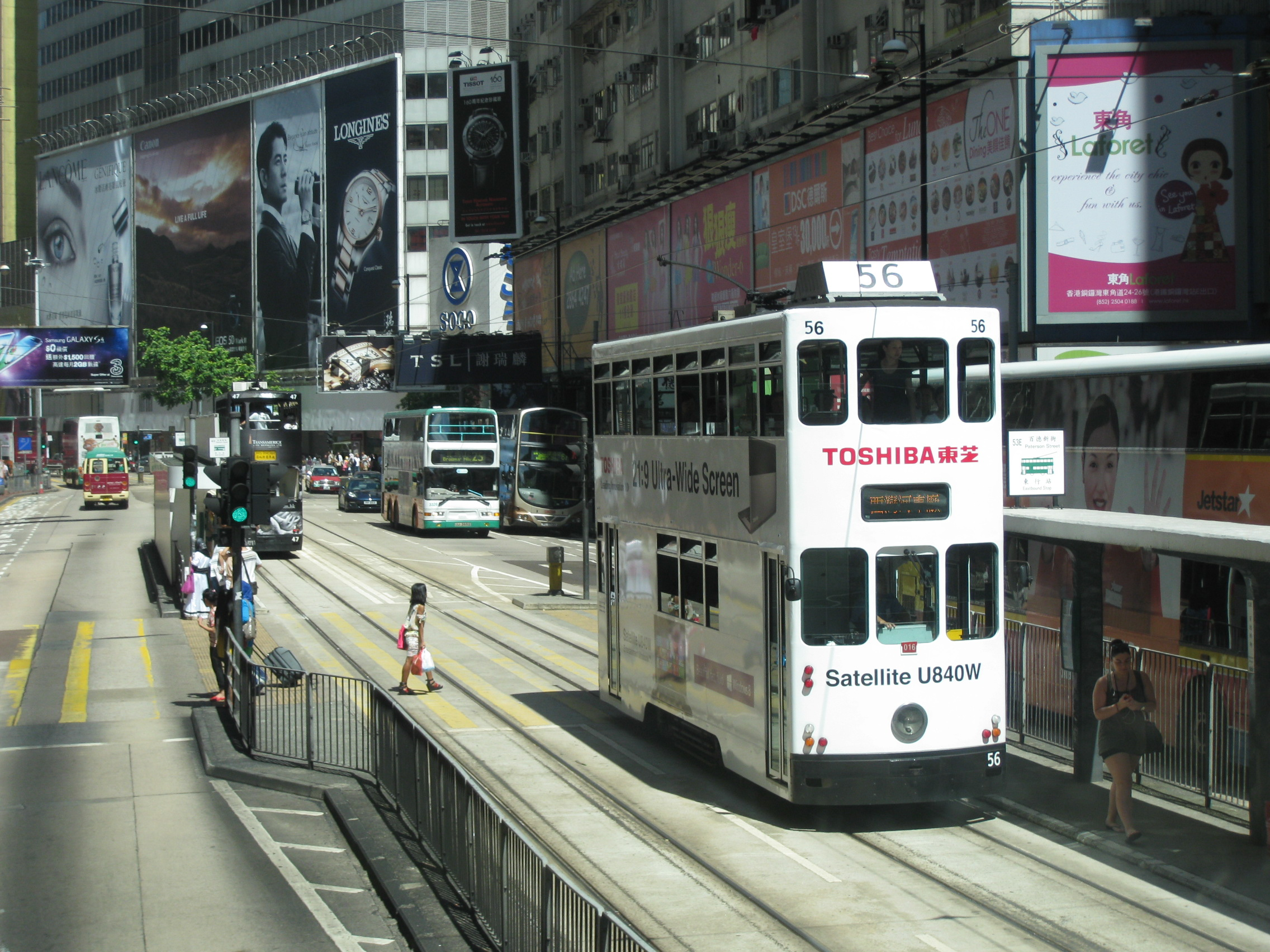
位於銅鑼灣怡和街的百德新街電車站，東西行線車站月台之間是怡和街與百德新街交界的行人過路處，1967年11月5日晚上，一個藏有炸彈的藍色旅行袋便是被放置在行人過路處的一段電車路軌上（攝於2013年8月）

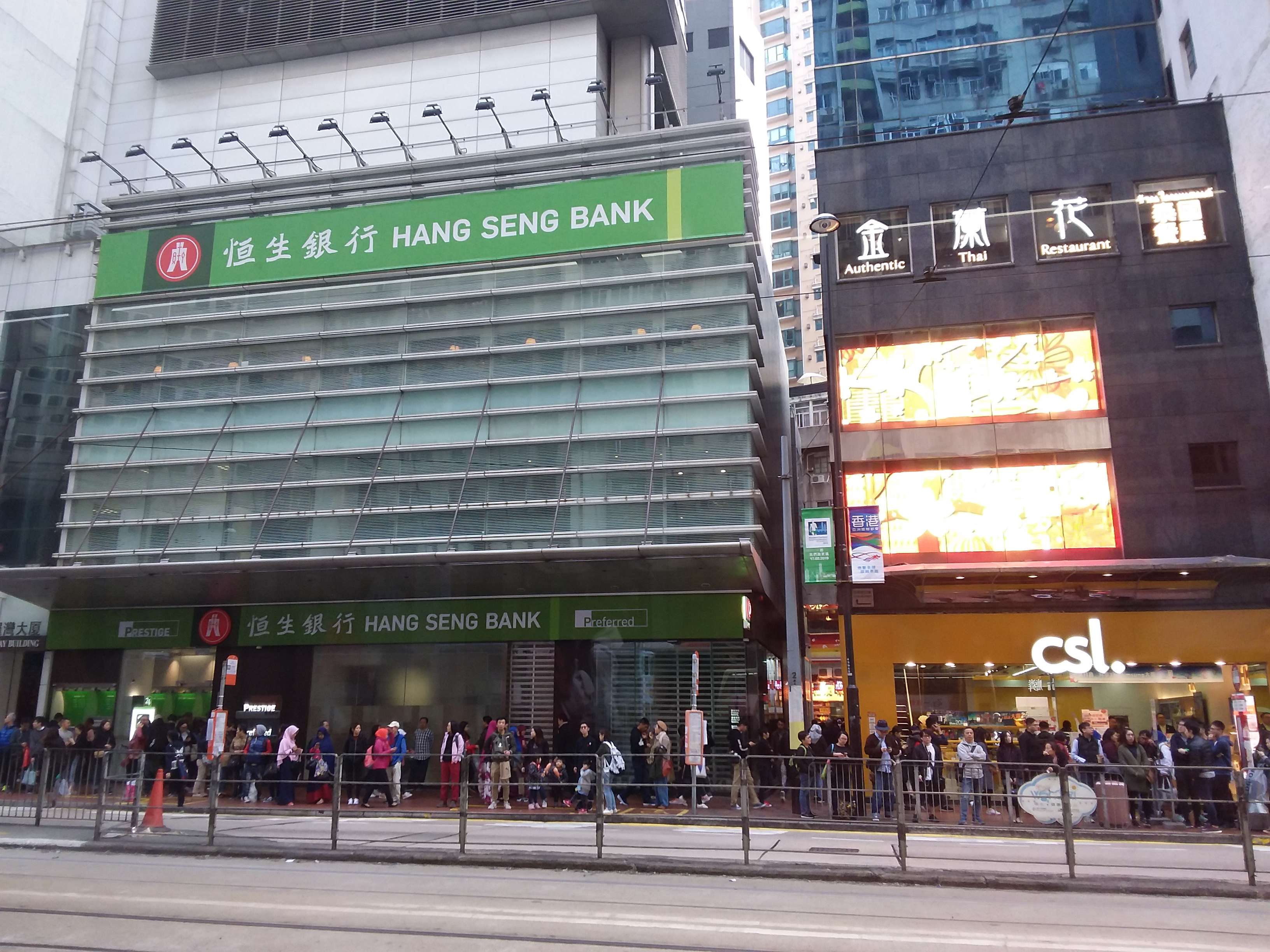
當晚發生炸彈爆炸附近的怡和街30號已重建為恒生銅鑼灣大廈（攝於2019年1月）

1967年11月5日星期日，歷時7天的香港週於當晚閉幕，在掃桿埔的香港大球場有遊藝大會及壓軸節目花車巡遊，吸引大批市民到場觀賞。傍晚6時30分左右，銅鑼灣怡和街30號的金門茶餐廳前方（今恒生銅鑼灣大廈，百德新街電車站），發現有一個藍色的旅行袋被放置在馬路中心，東西行電車路軌之間的位置，警察接報到場後展開戒備，指揮現場交通繞過可疑旅行袋，等候英軍軍火專家前來處理。晚上10時許，大批欣賞完香港週閉幕節目及花車巡遊的市民，紛紛從掃桿埔步行往銅鑼灣，再乘坐巴士、電車等公共交通工具回家，但因為有一個可疑的旅行袋被放置在怡和街的電車線，所以東西電車都不能通行，造成交通癱瘓。現場除了警察，也有童軍協助引導交通遠離這個可疑的旅行袋。由於當晚香港週的歡慶活動，沖淡了左派組織在香港進行城市恐怖主義放置大量真假炸彈的可怕氣氛，當晚由掃桿埔步行往銅鑼灣乘車回家的市民，警覺性有所下降，以為人潮的行進速度緩慢，只是因為出席香港週遊藝大會的市民太多，很多人仍未知悉左派暴徒在怡和街放置了懷疑爆炸品，導致銅鑼灣一帶的交通幾近停頓。當晚在香港大球場出席完香港週活動的香港童軍第80旅成員，得知怡和街被放置可疑旅行袋的消息後，便築起人鏈，引導市民遠離在怡和街的可疑旅行袋。
晚上近11時，戴著白色交通警察帽的交通部高級督察麥基雲駕駛電單車到達現場。麥基雲把電單車停泊在路旁後，因為見到這個被放置在電車路上的旅行袋嚴重阻礙交通，於是先指示該段道路的車輛停駛，麥基雲之後使用一根白色的長繩，先將繩索的一端捆綁著該藍色的旅行袋，然後走到金門茶餐廳附近的一個障礙物的後方，再拉動繩索，將這個旅行袋拉到路旁的一個因道路挖掘工程而被挖開的土坑內。麥基雲之後在旅行袋旁蹲下，似是在解開繩子或打開旅行袋，旅行袋卻於此刻突然發生爆炸，黑煙沖天，麥基雲的手腳被炸飛，當場伏屍怡和街，土製炸彈爆炸亦導致多人受傷。在旁邊的金門茶餐廳，玻璃門被炸破，茶餐廳內有一名男侍應、一名女工及一位顧客受傷，其中男侍應的腹部被炸傷，傷勢嚴重。有6位剛於香港大球場出席完香港週遊藝大會的童軍在怡和街被炸傷。在爆炸位置對面的香港大廈外，有4男1女市民在中巴2號線及11號線巴士站候車期間因炸彈爆炸受傷，其中一人是兒童。爆炸時有兩輛的士在附近駛過，一名由大坑乘的士往中環的男乘客受傷。在爆炸發生後不久，便有三輛救護車接報抵達現場，將傷者送往瑪麗醫院救治。麥基雲高級督察被送抵醫院時證實已經死亡。當晚的消息指除了1名督察殉職，還有21人在爆炸案中受傷，包括12男、3女的成年人，以及6名男童，後來接獲報告多1人在爆炸案中受傷，故此怡和街的土製炸彈爆炸共造成1死22傷。爆炸案現場檢獲已毀爛的鞋襪及一頂白色的帽子，相信是麥基雲遺下的物品，由麥基雲駕駛的一輛交通警察電單車（車牌AH44）仍然停泊在怡和街路旁。當晚鄰近怡和街的百德新街也發現兩枚土製炸彈，其中一枚於晚上11時45分自行爆毀，另一枚則由軍火專家引爆，這兩枚炸彈未有造成傷亡。

## 媒體報導
怡和街造成1死22傷的土製炸彈爆炸案，麥基雲高級督察被炸至屍身不全，童軍也被炸彈碎片擊中腹部倒臥於血泊之中，香港的大眾媒體除了支持六七暴動的左派報紙，翌日都在社論及時評中對左派發動炸彈襲擊的暴行予以嚴厲譴責，並對死傷者表達同情。左派報紙卻在報導中譏諷麥基雲等死傷者，更形容放置炸彈的暴徒是英勇戰士。《大公報》以炸死炸傷警察為榮為樂，該左報在11月6日大篇幅報導昨天左派發動炸彈襲擊的行為時，將灣仔空投土製炸彈炸傷警察和市民稱為「再建抗暴戰功」，又形容怡和街的炸彈襲擊是「巧妙的炸彈把一名英籍警官炸死」
，對於在香港周圍放炸彈導致警察及無辜市民死傷的行為則稱作「炸彈發威」
，又將使用降落傘空投炸彈傷人毀物的手法讚譽為「西區抗暴戰士發揮聰明才智」

，因而引來香港社會主流輿論的非議，更有受訪市民稱「要將港共速定極刑」。

## 榮譽喪禮及海葬

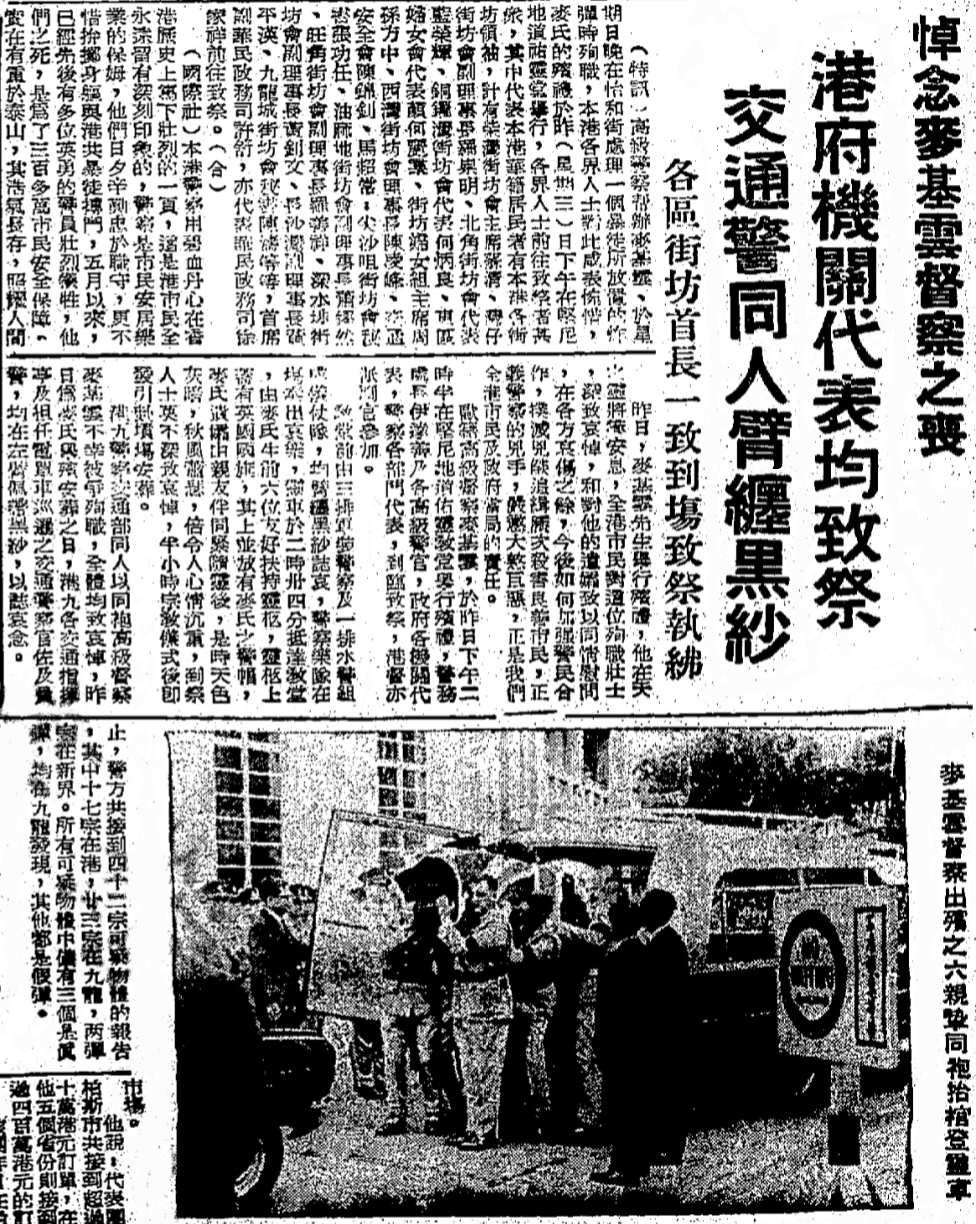
《華僑日報》報導麥基雲的喪禮於11月8日舉行，由六位警務處督察將麥基雲的靈柩抬入教堂，準備舉行安息禮，當日全香港的交通警察都在執勤時於左臂纏上黑紗致哀

麥基雲的太太珍妮得知丈夫在炸彈襲擊中慘死後，深陷於悲慟之中，雖然丈夫生於香港，也熱愛香港，卻因為左派的暴行使香港成為她的傷心地，她決意離開香港回到蘇格蘭，可是丈夫已被炸彈炸至身體殘缺、四肢不全，與其將遺體運往蘇格蘭落葬，還不如直接在香港火化，同時又想到當她帶同兒女回到英國居住後，將會在香港單獨留下丈夫的一個孤墳，還不如將丈夫的骨灰撒到他生前喜愛的地方，她於是要求警隊為丈夫安排海葬，而海葬的位置就是麥基雲於生前長期服務的長洲對開海面。

### 榮譽喪禮及火化遺體

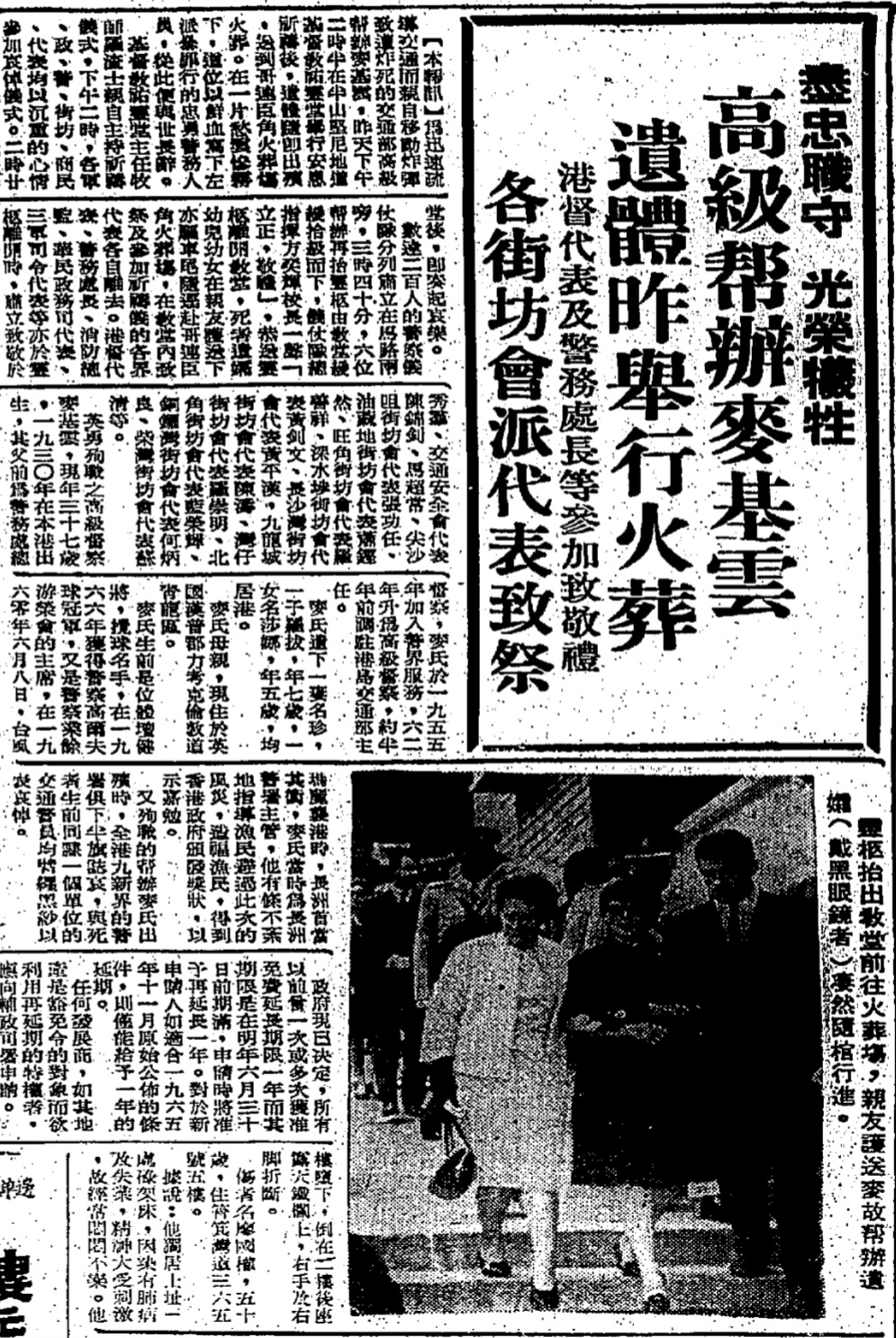
《工商日報》在1967年11月9日報導殉職督察麥基雲於昨天舉殯，麥基雲的遺孀在親友陪伴下步出堅尼地道基督教佑寧堂，準備前往歌連臣角火葬場出席遺體火化儀式

麥基雲的喪禮於11月8日於下午2時30分在堅尼地道基督教佑寧堂舉行安息祈禱，儀式由佑靈堂主任牧師羅渣士主持。下午2時，香港總督代表、英國駐港三軍代表、政府文官代表、警方代表、街坊會代表及工商界代表，紛紛以沉痛的心情齊集在靈堂，向麥基雲值致祭。警察蘇格蘭風笛隊及銀樂隊吹奏的哀樂下，載有麥基雲靈柩的靈車緩緩駛入教堂，跟在後面的是警察儀仗隊，麥基雲的遺孀、警務處處長伊達善、三軍司令代表、消防處、民安隊及各街坊代表的送殯專車。麥基雲的靈柩在六位警務處高級督察的扛抬下移入教堂內，哀樂亦隨即響起。麥基雲的靈柩上蓋有英國國旗，上面放有他生前的警帽，還有一個花圈。羅渣士牧師在教堂內為麥基雲舉行安息禮。下午3時45分，六位督察將麥基雲的靈柩扛抬上靈車，警察儀仗隊在兩旁肅立敬禮，靈車之後緩緩地駛離教堂，麥基雲的太太珍妮和一對子女，在親友的護送下，尾隨靈車前往歌連臣角火葬場。下午3時55分，運送麥基雲靈柩的靈車在六輛警察電單車的引路下開往歌連臣角火葬場，在靈車離開教堂時，出席喪禮的政府、警察及民間代表在馬路兩旁肅立致敬。靈車抵達火葬場後，靈柩被移送到火葬場的靈堂，先由羅渣士牧師進行火葬前祈禱，警察樂隊之後吹奏蘇格蘭風笛及銀管樂器，麥基雲的靈柩在哀樂的伴隨下，由祭壇的升降機緩緩下降到下層的火葬室火化。麥基雲出殯當日，全香港的警署都下半旗向麥基雲致哀，由於麥基雲在生前隸屬交通部，因此當日全香港的交通警察也在左臂纏上黑紗哀悼。香港總督戴麟趾在11月10日發出訃文向麥基雲致悼，而香港東區婦女福利會副主席龍鳳生夫人等人則於11月15日探望麥基雲的遺孀珍妮。

### 海葬儀式

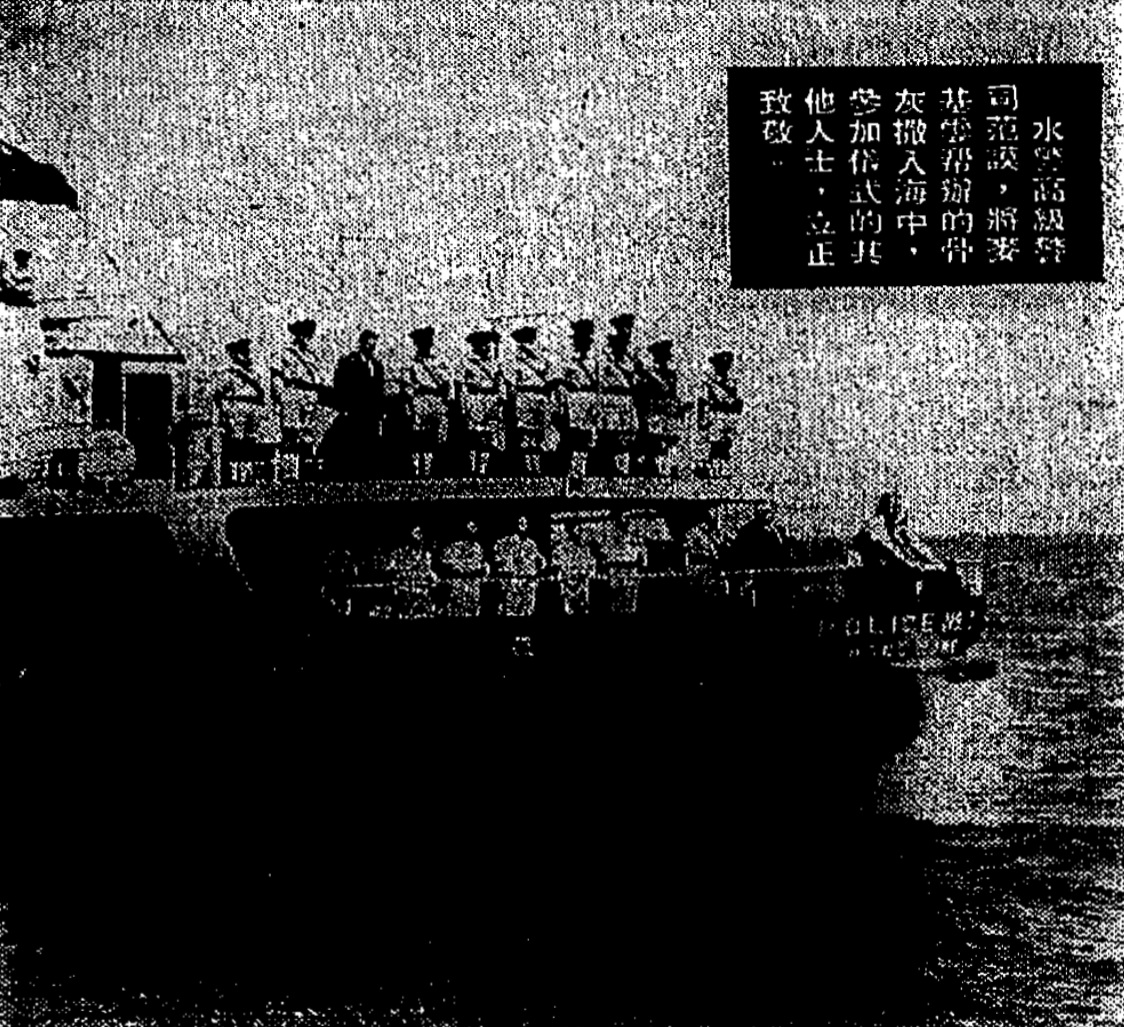
1967年11月16日早上，麥基雲的骨灰由二號水警輪上撒入西博寮海峽近長洲的海中，海葬的位置鄰近麥基雲曾經服務多年的長洲

11月16日早上，麥基雲的骨灰由二號水警輪運載到南丫島和長洲之間的西博寮海峽進行海葬，警務處各部門均派代表出席海葬儀式。當日清晨，二號水警輪向著長洲的方向緩緩駛去，一直開到距離長洲以南一浬的西博寮海峽海面，之後船上的大部分人在船尾的甲板上集合，船員組成一小隊儀仗隊，列隊站在上層甲板的末尾部分，並且面向著船尾。警察福利會的兩名代表捧著黑色的骨灰袋站在主甲板近船尾處，之後解開骨灰袋。一切準備就緒，船上全體人員立正敬禮，警察樂隊派來的兩位號角手，在船尾的甲板吹起悲壯的號角聲，水警高級警司范謨將麥基雲的骨灰從布袋撒入海中，在水警輪上的各部門代表及船員均在船尾的甲板上肅立，向麥基雲作最後致敬。

## 死因研訊
1968年3月1日，死因裁判法庭在西區裁判署召開死因研訊，研判麥基雲的死因，死因庭由林元芳法官主持，並由兩男一女陪審員組成評審團，一同聽取供詞及裁決。當日在現場協助指揮交通的童軍梁炳均作供稱，他於1967年11月5日晚上10時45分在銅鑼灣紅寶石酒樓附近指揮交通，因為當時懷疑被放置在電車路中心的一個藍色旅行是土製炸彈，所以他協助指示駛經附近的車輛，避免車輛駛近這個可疑的旅行袋，之後有一個外籍警官駕駛電單車抵達現場，警官在下車後指示現場車輛停駛，然後使用一根白色的長繩捆綁在電車路上的旅行袋，警官再走到金門餐廳門外的一個障礙物後，之後拉動繩索，將旅行袋拉到路旁，警官走到旅行袋旁邊蹲下，但因為視線受阻，他未能看見警官當時在解開繩索，還是打開旅行袋，此時旅行袋突然爆炸，黑煙沖天，之後見到該名警官躺在地上不動，而自己則奔跑到對面馬路扶起受傷的童軍，不久便有三輛救護車抵達，將十餘名傷者送往醫院。警察總部高級法醫王陽坤作供稱，他於11月6日曾經為死者麥基雲驗屍，死者頭面、胸部及四肢都傷痕累累，左手的五隻手指全部被炸去，右手亦被炸至飛脫，雙足爆裂，體內有金屬碎片，背部則沒有受傷，由於死者的傷勢明顯是由炸彈爆炸造成，故此無須進行屍體解剖，王陽坤推斷死者的死因是由於炸彈爆炸，導致遍體鱗傷，並且因為爆炸震盪及內出血而身亡。法官之後引導陪審員進行裁決，陪審員一致裁定麥基雲死於被人謀殺，法官宣布死因庭以此存案。

## 外部連結
- HKRS152-1-104 RONALD JOHN MCEWEN （页面存档备份，存于）
- Yee Wo Street Bombing incident, 1967 Riot — 消失的檔案（Vanished Archives）視頻資料：怡和街爆炸案

 维基共享资源上的相關多媒體資源：怡和街爆炸案